# マリオ&ルイージRPG2
『マリオ&ルイージRPG2』（マリオ アンド ルイージ アールピージー ツー Mario & Luigi: Partners in Time）は、2005年12月29日に任天堂がニンテンドーDSで発売した一人用のブラザーアクションRPGである。マリオ&ルイージRPGシリーズの第2作で、DS振動カートリッジに対応している。正式には全角である「＆」と称すが、本項では半角である「&」と記述する。

## 概要
ゲームボーイアドバンスで発売された前作『マリオ&ルイージRPG』の続編。前作がマリオとルイージの2人を同時に操作するのに対し、こちらはマリオとルイージに加えてベビィマリオとベビィルイージ（赤ちゃん時代のマリオとルイージ）も操作できる。
パッケージのタイトルロゴには『マリオ&ルイージRPG2×2』と記されているが、これはデザイン上のものであり、正式なタイトル名称は『マリオ＆ルイージRPG2』である。ゲーム中の音楽は『スーパーマリオRPG』、前作『マリオ&ルイージRPG』に引き続いて下村陽子が担当している。

## ストーリー
現在のキノコ王国で、オヤ・マー博士が「コバルトスター」を原動力とするタイムマシンを発明した。それに乗って過去のキノコ王国へと行ったピーチ姫だったが、帰ってきたタイムマシンはボロボロになっていたうえに、中にピーチ姫の姿はなくなっていた。その代わりにいたのは謎の異星人「ゲドンコ星人」だった。
ゲドンコ星人はより住みやすい星を求めて過去のキノコ王国を攻撃していたのだ。そこへ城の中に過去の世界へ続くタイムホールが現れた。
そこでマリオとルイージは、ゲドンコ星人の手からピーチ姫を救いに行くため過去の世界へ向かう。

## システム
ゲームはベビィコマンドのチュートリアルである「過去のキノコ城」からスタートする。その後「現在のキノコ城」でストーリーが始まり、大人アクションのコマンドのチュートリアルを挟んだ後、お城に出現した「タイムホール」に入って「過去のキノコ王国」に行き、そのステージをクリアして現在のキノコ城に戻る。すると戻ってきたキノコ城で何らかのイベントが起こり、また新たなタイムホールが出現する。マリオたちは再びそのタイムホールで過去のキノコ王国に行き、ステージをクリアする。基本的にはこの流れの繰り返しである。現在のキノコ城に戻ってきたときに、キノじいと若いキノじいが新たなアクションを教えてくれることもある。また、一度クリアしたステージには何度でも行くことができる。また、現在のキノコ王国周辺地には行くことはできない。

## 登場キャラクター

### 主要キャラクター
マリオ
現在のキノコ王国に住む本作の主人公。過去の世界でトラブルに巻き込まれたピーチ姫を救い出すためにルイージと共に冒険に出る。
ルイージ
マリオの弟で、同じく現在のキノコ王国に住む本作の主人公。興味本位でタイムホールを覗いていたときにキノじいがぶつかり半ば事故のような形で過去へワープしてしまう。今作ではいつにも増して酷い扱いを受けている。
ベビィマリオ、ベビィルイージ
それぞれ赤ちゃんの頃のマリオとルイージで本作の主人公。赤ちゃんの頃からそれぞれの性格が出ておりベビィマリオは勇敢でかしこく、ベビィルイージは泣き虫で呑気である。また、2人共幼さ故に好奇心旺盛で度々危なっかしい行動をとる所は共通しており、未来の自分達をハラハラさせている。両者が大泣きする場面が多く見られるが、実はベビィの涙にはある秘密が隠されており、終盤で明らかになる。本作では『ヨッシーアイランドシリーズ』のようなおしめではなくオーバーオールを着用している。
ピーチ姫
現在のキノコ王国の姫。キノックル・キノッチェルと共にタイムマシンの試乗中、過去のキノコ王国に攻め込んできたゲドンコ星人に襲われる。コバルトスターの力を使うことができ、ゲドンコ姫の姉をコバルトスターに封印しかけらにしてキノコワールド中にばらまく。
ベビィピーチ
赤ちゃんの頃のピーチ姫。おしとやかな現在とは少々異なり、元気な赤ちゃん。あやすのがとても大変。時折涙を流して泣いており、冒頭で大泣きする場面も見られる。
キノじい
現在のキノコ王国のピーチ姫に使える執事。白いヒゲに眼鏡をして杖をついている。若いころのキノじいとともにマリオたちに技を教えてくれる。若い日の自分にライバル心を持っている。
若いころのキノじい
ベビィピーチに仕える執事。眼鏡をしておらずヒゲも茶色く若々しい。現在のキノじいを「ふるいワシ」「ふけたワシ」と呼ぶ。タイムホールから出てきた当初は未来のキノコ城とは知らず暴れまわったが、事情を知ってマリオたちに協力する。
クッパ
ゲームの途中でピーチ（実際にはピーチではない）をさらいに来る。今作では端役であり、あまり目立った活躍はないが、終盤ではゲドンコ姫（姉）に体を乗っ取られてしまう(しかし自我は残るため、本人はパワーアップして復活したと勘違いしている)。なお、何故か今作で出番があったにもかかわらず、スーパーマリオくんでは登場していない。
ベビィクッパ
若い日のクッパ。このころから理由は不明だがピーチ姫をさらいたいという意志がある。コバルトスターのかけらを奪ったり大人のクッパと共闘してマリオ達を苦しめる。ラストボス戦直前でキノコにされるが、ある力により元に戻る。
オヤ・マー博士
オバケ学の権威で現在のキノコ王国でコバルトスターの力で動くタイムマシンやスーツケースを発明した博士。タイムホールやゲドンコモンスターGの分析もする。巨大なポンプも発明し、ドッスン・ボルケーノの噴火を止める。ゲームの最後には壊れたタイムマシンの修理を終え、タイムホールのエネルギーで動くように改良した。
若いころのオヤ・マー博士
ドッスン・ボルケーノの火口付近に研究所を設けてドッスンの研究をしていた。後に研究所は破壊され、その後はオバケの研究をするようになった。
スーツケース
オヤ・マー博士の発明品で、話すことができる。アイテムやコバルトスターを保管できる。ゲームの案内役であり、様々な機能を持っており礼儀正しい。その反面、ルイージに対してはぞんざいな扱いをしたり若いころのキノじいを「口うるさいジイさん」呼ばわりしたりと性格面ではやや問題がある。
ゲドンコ姫（妹）
ゲドンコ星人の女王。マイクで部下にはっぱをかける。ゲドンコの言葉を話すため何を言っているのかはわからないが、通訳されるときもある。
またピーチ姫に変装してマリオ達を騙したこともあり、現代のキノコ王国を乗っ取ろうとしたがクッパが邪魔をしたことで失敗に終わった。
ゲドンコ姫（姉）
ピーチ姫によってコバルトスターに封印されていた、ゲドンコ姫の双子の姉。コバルトスターの破片が全て揃ったことにより復活し、妹の仇を討つためマリオ達に襲いかかる。妹と比べてかなり大柄で、カタコトの人語を話すことがある。戦い続けていくと有毒ガスと共に多数の触手を持ち巨大化した本来の姿になる。倒されるとただのキノコになる。
ゲドンコ星人
ゲドンコ星に住んでいた宇宙人。英語名はShroob。紫色に薄い水色の斑紋があるキノコに、手足と顔がついたような外見。しかし、ゲドンコドクター、ゲドンコモンスター、ゲドンコリーダーなど、バトルの相手になるゲドンコ星人の中には外見の異なるものもいる。大抵の武器はレーザー銃。作中ではゲドンコの言葉で会話をする為、何を言っているかはわからない。（なお、スーパーマリオくんでは、普通にマリオと同じ言葉で喋っている。）

### その他のキャラクター
キノピオ
現在のキノコ城のあちこちにいる。過去の世界のメリー・クリスタケ村やキノコタウンにいたキノピオ達の大多数は、さらわれてキノープルの森に集められ、ゲドンコUFOのエネルギーを吸収するためあちこちの木に捕まっている。
ゲラコビッツ
前作『マリオ&ルイージRPG』に登場したラスボスのゲラゲモーナの手下。現在のキノコ城の地下で次なる侵略計画を練りながら「ゲラコビッツ・サロン」という店を開き、バッジを売っている。コインではなくマメを払うとバッジを買える。かなり貴重なバッジも多い。少々ベビィ二人を勘ぐるも気にしないで商売を始めた。
キノッチェル
赤い頭のキノピオ。タイムマシンでピーチ姫と一緒に過去の世界へ行ったが、キノープルの森で木に捕まってしまい、同じ場所でキノコにされてしまった。最終的には元に戻った。
キノックル
キノッチェルと同じくタイムマシンで過去へ行った、青い頭で眼鏡をかけたキノピオ。ピーチ姫がゲドンコ姫にさらわれたときの状況を絵に描いていたが、ところどころ汚れていて判読不能。記憶喪失になりヨッシーアイランドにとどまっていたが、ノコディの衝突で記憶がよみがえる。スターの神殿でノコディと一緒にキノコにされてしまうが、終盤には元に戻った。
メリー・クリスタケ村の村長
メリー・クリスタケ村がゲドンコ星人に襲われたときに慌てて、煙突に詰まってしまう。その後ゲドンコに捕まる。
カメック
ベビィクッパの守り役。過去の世界のクッパ城とヨースター島で戦うことになる。割烹着の様なエプロンを着けているほかノコディが「ばあさん」と言っていることから性別は雌のようである。
ノコディ
新聞記者のノコノコの娘。大胆不敵で、スクープの為ならば危険を省みない無鉄砲な性格。ゲドンコ星人に化けマザーシップに潜入し、マリオたちを助けることもあった。後にそこから落とされるがヨースター島に留まっていたキノックルの頭の上に着地する。たまたまであるが、その衝撃で記憶喪失を治した。後にスターの神殿でコバルトスターの秘密を彼と共にマリオ達に伝えに来るが、キノコにされてしまう。終盤にキノックル共々、元に戻った。
ヨッシー
ヨースター島に登場する恐竜達。ゲッシーに飲み込まれてしまうが、ショッキング・エッグ戦では力になってくれる。
ゲッシー
ショッキング・エッグを原動力とする太ったヨッシーの姿をした巨大モンスター恐竜。ゲドンコのビームを食らう事でさらに巨大になり、ヨッシーやマリオたちを飲み込んでしまう。体内はヨッシーをタマゴに入れ、モンスターにさせるタマゴ生産工場となっている。ショッキング・エッグを倒すと活動不能となるが、体は消滅せずそのまま残る。
チョロプー
ザラザラ砂漠地下でアイテムショップを開いていたり、ミニゲームの仕切り役を務めていたりする。
ドッスン兄弟
ドッスン・ボルケーノ内部でミニゲームを作って、仕切り役を務めている。兄は気楽な性格だが、弟は厳格な性格で弟の方が大きい。
ドッスン
ドッスン・ボルケーノ内部でエレベーターの役割をするドッスン。「〜ッス」と喋る。最下層までの一方通行で最後は地面にめり込むが、そこには1度しか入れない。
ドッスン（ゴロボーの夫）
噴火中のドッスン・ボルケーノに飛び込むのが趣味。ゴロボー曰く「毎年それを楽しみにしている」との事。男らしい性格だが、恐妻家のためか彼女が怖いらしい。最初は噴火を消され落ち込んでいたが、マリオ達との戦いで妻が傷つくと怒りを顕わにすると同時に元に戻った。彼らがピーチ姫を助けたようとしているのを知ってからは「あなの中にとびこむぞ！　ただの山でもかまわん！！」と吹っ切れ、火山の内部へと運んでくれるようになる。
キノばぁ
赤と緑の頭をしたキノピオのおばあさん。キノコタウンでゲドンコ達の攻撃をやり過ごしながらアイテムや装備品を販売してくれる。
スターの精
スターの丘の聖地に登場する。実はスターの精は既にこの世の者では無い。実はピーチ姫によってコバルトスターの中にゲドンコ姫の姉が封じこまれておりマリオたちに偽のアドバイスを利用されてしまった。そこでの会話の最中になぜかベビィルイージは途中で大泣きし、スーツケースはそれを「まるでスターの精をこわがっているような」と指摘を入れたのはそのためである。
スターゲート
スターの神殿に登場する。ルイージの心の弱さを指摘し、オーロラブロックを探すように命じる。
ワンワン
ゲドンコ城の地下水道に登場。土管に体当たりしてマリオ達の行き先を変えたり、イベントブロックを食べてしまう。

### モンスター
モンスターには「攻撃のクセ」というものが必ずあり、それをよく見ることで、マリオ側・ルイージ側のどちらに攻撃してくるか、あるいは攻撃が頭上へのフェイントであるかどうかなどがわかる。また、マリオ側のブラザーアイテムがそうであるように、モンスター側も1ターンに何度も攻撃してくることがある。

## アクション
マリオ・ルイージ・ベビィマリオ・ベビィルイージの4人を別々に動かすことで、合計10種類のアクションができる。ジャンプ系のアクションとベビィポンプはスーツケースから、ハンマーとベビィドリルはハンマーブロスから、スピンジャンプ以降はキノじいから教わる。最初のジャンプ以外のアクションは、教わらないと使えない。
ジャンプ
どのキャラも共通で使用できるアクション。段差を登るときやブロックをたたくときなどにジャンプを使う。
おんぶジャンプ
マリオがジャンプしている間にベビィマリオがジャンプする（ルイージ側も同様）ことで、より高い位置のブロックもたたける。
ぶんりジャンプ
大人とベビィを別々に操作させたいときにこのアクションを使う。
ハンマー
ぶんり中のベビィ専用のアクション。スイッチをたたいて押せる。
ベビィドリル
ぶんり中のベビィ専用のアクション。ベビィルイージがベビィマリオの上に乗り、地下にもぐることができる。もぐっている間は柵をくぐり抜けられる。
スピンジャンプ
大人コンビ専用のアクション。マリオとルイージが回りながら宙に浮き、広い隙間を渡れる。竜巻に乗るとより広い隙間も渡れる。前作から引き続き登場する同じアクションであるが、本作ではマリオとルイージの立場が逆転している（前作ではマリオが上・ルイージが下であったが、本作ではマリオが下・ルイージが上となっている）。
ベビィポンプ
ベビィマリオ専用のアクション。水を飲む事で使えるようになる。ベビィルイージが後ろでハンマーを叩く事で水を発射できる。最大10発発射する事ができ、水を飲み直すことで再充填も可能。しかしこの状態で敵にぶつかると水を全て吐き出してしまう。
ブラザーボール
大人コンビ専用のアクション。マリオとルイージがボールのようになり、回転しながらいつもより速く移動できる。
ベビィスピン
スピンジャンプにベビィが巻き込まれるとベビィも高く舞い上がり、スピンジャンプ同様に操作ができる。竜巻に乗ることも可能。
ベビィペタンコ
ブラザーボールにベビィが巻き込まれるとペタンコに薄くつぶされた状態になる。ペタンコになっている間は狭い通路を通れる。風で舞い上がることも可能。

## バトル
フィールド上のモンスターと触れるとバトルとなる。フィールド上で武器を使って攻撃する者もいるが、その攻撃を受けてもバトルとなる。前作より「先制攻撃」が引き継がれており、モンスターをジャンプで踏みつけて戦闘に入ると先制攻撃となり、戦闘前にその敵のパーティー仲間を含めた敵全体にダメージを与えられる。このとき、そのパーティー仲間に「トゲ」がある敵がいたとしても関係なく先制攻撃が可能である。ただし、フィールドにいる敵が頭にトゲをつけていたり炎に包まれていたりすると先制攻撃ができず、逆にマリオ側がダメージを受ける。ハンマーでたたいて戦闘に入るとダメージは与えられないが、敵が目を回すことがある。なお次作以降ではハンマーで叩くと先制攻撃でダメージを与えられる。前作では「トゲキラー」系のバッジを装備することでトゲの敵にもジャンプ攻撃が可能であったが、本作では同様の効果を持つ装備品が存在しないため、「ハンマー」をもつベビィマリオでなければ頭にトゲのある敵に先制攻撃ができなくなっている。逆に敵の武器による攻撃を受けたときは『マリオストーリー』のように「敵から先制攻撃を受けた」とはならないが、後ろから接触あるいは攻撃された場合は「ころび」状態になって戦闘が開始されてしまう（この点は前作と同じ）。
バトル中は「ジャンプ」と「ハンマー」でモンスターに攻撃をする。また、消費アイテムを使ってHPを回復したり、ブラザーアイテムを使って敵にダメージを与えることもできる。前作より「アクションコマンド」も引き継がれており、敵に攻撃をする際にタイミングよくボタンを押すと与えるダメージを増やすことができる上におんぶ状態であればさらに追加攻撃ができるコマンドが追加される。さらに、敵から攻撃を受けるときにタイミングよくボタンを押すと攻撃をよけることができる（体当たりなどの攻撃をする敵に対しては、よけるだけではなく相手を踏みつけてカウンター攻撃をすることもできる）。また、敵によってはマリオたちの頭上に攻撃してフェイントをかけてくるものもいる。バトルに勝利すると、HPが「0」になって倒れているキャラクター以外は経験値を獲得し、一定の経験値を稼ぐとレベルアップする。

### 状態異常
状態異常とは、敵から受けた攻撃によってマリオたちが何らかの異常を受け、不利な状態になってしまうことをいう。以下の6つがあり「ころび」以外はアイテム「リフレッシュハーブ」で回復が可能である。
やけど
炎系の攻撃を受けることで、やけど状態になることがある。一切行動ができないうえ（敵の攻撃をよけることもできない）、毎ターンダメージを受ける。
どく
一部攻撃を受けるとどく状態になることがある。行動はできるが、毎ターンダメージを受け続ける。
もうどく
どくよりも多くのダメージを受ける。レッドヤッシーなどの攻撃でもうどく状態になることがある。
めまわし
一切の行動ができなくなる。
ころび
敵に後ろから接触される、または後ろから攻撃を受けると、ころび状態で戦闘に入ることになる。敵の攻撃の一部でもこの状態異常になる事がある。一切の行動ができなくなるうえ、リフレッシュハーブでも回復は不可能。自分のターンが回ってくると自然に回復する。
能力ダウン
POW・DEF・SPEEDのいずれかの能力が下がってしまう。

### パラメータ
マリオたちのパラメータは次の5つがある。
HP（体力）
バトル中にこれが「0」になるとそのキャラは倒れ戦えなくなってしまう。大人あるいはベビィだけでバトルをしている場合、片方が倒れるともう片方がそのキャラを背負って戦うことになる。この間、敵の攻撃を避けるときにボタンを押してからジャンプするまで、少しの間が生じるようになる。
POW（攻撃力）
これが高いと敵により多くのダメージを与えられる。
DEF（防御力）
これが高いと敵から攻撃を受けたときのダメージを減らすことができる。
SPEED（素早さ）
バトルでは敵も含めてこれが高い順に先制攻撃が出来るようになる。
HIGE（ヒゲのつや）
これが高いと、バトル時にアクションコマンドを成功させたときに「Luckyヒット（相手に与えるダメージが上昇する）」が出る確率が上がる。また、アイテムショップでのアイテムの販売価格が安くなり、高い値段で買い取ってもらえるようになる。

#### レベルアップ
一定の経験値を稼ぐことでマリオたちはレベルアップする。レベルアップすると「HIGE」以外のパラメータが上昇する。そして最後にHIGEも含めたどれか好きなパラメータを1つだけさらに上げることができる。このとき、あまり上げていないパラメータほど大きく上げることができる。

### ブロック
ステージのいたるところに配置されている。基本的には下からたたくと何かが発生したり、アイテムを手に入れられたりする。以下はそのブロックの種類である。
セーブアルバム
「S」の文字が書かれたアルバム。下からたたくとセーブ画面に移りセーブをすることができる。セーブ画面ではこれまでのあらすじを見ることもできる。
お宝ブロック
「?」と書かれた黄色い一般的なブロック。コイン・装備品・ブラザーアイテム・消費アイテムなど何らかのものが入っていて、たたくと中身が手に入る。
マリオブロック・ルイージブロック
それぞれ「M」と書かれた赤いブロックと「L」と書かれた緑のブロック。お宝ブロックと同様に何かが入っていて、たたくとその中身が手に入るが、マリオブロックはマリオかベビィマリオ、ルイージブロックはルイージかベビィルイージでないとたたけない。
4にんランダムブロック
お宝ブロックの周りを丸い玉のようなものが回っているブロックで、おんぶジャンプでないとたたけない。たたくとA・B・X・Yと書かれた4つのブロックが4人の頭上に出現し（書かれたアルファベットは各キャラに対応するボタンを表す）、たたく前にブロックの周りを回っていた玉がその4つのブロックの間を移動する。移動した先にあるブロックにかかれたボタンを押してキャラをジャンプさせると玉が別のブロックに移動する。これを繰り返していくのだが、ブロックが移動してからたたくまでの制限時間がどんどん短くなっていく。制限時間が過ぎるとたたけた回数×10コインが手に入る。
2画面移動ブロック
お宝ブロックの上にスイッチがついたようなブロックで、ベビィしか行けないところにある。通常のブロックと違って上からハンマーでたたくことになり、たたくとマリオとルイージのところへブロックが下がり、通常のお宝ブロックと同じく下からたたけるようになる。
宝箱ブロック
宝箱の形をしたブロックで、クッパ城にのみ配置されている。
イベントブロック
「!」の書かれた紫色のブロック。たたくと何かイベントが発生する。
2画面移動イベントブロック
2画面移動ブロックのイベントブロックバージョン。たたき方は2画面移動ブロックとまったく同じ。
ゴーストブロック
移動式のイベントブロック。マザーシップ内にのみ配置されている。見た目はイベントブロックだが、たたくと羽が生え、別のところに移動してしまう。4回たたかなければならない。また、ライトで照らされた場所でないとたたけない。
回復ブロック
中にハートマークが入った透明なブロック。たたくと全キャラのHPが全回復する。何度使ってもなくならない。
2人（4人）同時ブロック
黄・青・緑・赤の4色で、「!」が書かれたブロックで、必ず2つまたは4つセットで配置されている。一方をたたき、その直後にもう1つをたたくことでイベントが発生する。4人同時ブロックの場合は位置がかなり離れているものもある。
ワープブロック
緑の土管が描かれた青いブロック。たたくと土管が出現し、その場にいないキャラを呼び寄せられる。
シャイン発射ブロック
『スーパーマリオサンシャイン』のシャインのシルエットが描かれていて、その中にMまたはLの文字が書かれたブロック。Mと書かれている場合はブロックの色が赤く、大人マリオでないとたたけない。Lの場合は緑色で、大人ルイージでないとたたけない。たたくとベビィがいる部屋に「シャインブロック」という顔のあるシャインが描かれたブロックが出現し、それをたたくとベビィがいる部屋を一定時間明るく照らすことができる。一定時間がたつと再び部屋が暗くなり、シャイン発射ブロックの色がランダムで変化する。なお、シャインブロックをたたくキャラを間違えると、ベビィたちがその部屋の最初に戻されてしまう。
コントロールブロック
矢印が描かれた黄色いブロックで、矢印の方向は常に変化している。このブロックの近くには動く足場があり、その足場を動かすのがこのコントロールブロックである。たたくと、たたいたときの矢印の方向に足場が動き、コントロールブロックの矢印がCDプレイヤーの停止ボタンのような形に変化する。その状態のコントロールブロックをたたくと足場を止められる。
空ブロック
透明なブロック。炎やタマゴが入っていることがある。たたくと中身を別のブロックに入れかえたり、高く上げたりできる。
パイプブロック
時計回りの円形の赤い矢印が書かれた黄色の直方体に、パイプがついたブロック。たたくとパイプの方向が変わる。このブロックを使って水を送る方向が変えられる。青いパイプブロックもあるが、こちらはたたいて回転させることができない。
レーザーブロック
星が書かれた赤いブロック。近くにある装置からレーザーを発射でき、同じ色のレーザーをつなげることで先に進めるようになる。ワンワンを倒すためのものもある。
オーロラブロック
虹色のブロック。最初は小さく、たたくと大きいオーロラブロックが出現する。スターの丘に登場。
3色ブロック
イベントブロックと外見が同じだが、色が赤・緑・青の3色ある。たたくと同じ色の透明なブロックを実体化させられる。スターの丘には、マリオがたたくと赤に、ルイージがたたくと緑に色が変化するブロックもある。
UFOビームブロック
ゲドンコ城で登場する、UFOが書かれた桃色のブロック。たたくとベビィマリオ・ベビィルイージ・ルイージの頭上に上向きの矢印が書かれた灰色のブロックが現れ、ゲドンコ星人のUFOを撃ち落とすイベントが発生する。マリオ以外の3人でゲージを止めて（ゲージを止めるには前述した灰色のブロックをたたけばよい）UFOを上昇させ、最後にマリオがUFOビームブロックをたたくとビームを発射できる。うまくゲドンコ星人のUFOにあたれば撃墜できる。

## アイテム

### 消費アイテム
フィールド上またはバトル中に使える。大きく分けて次の3つがある。
キノコ類
キノコ
1人のHPが回復する。キノコは20回復、スーパーキノコは40回復、ウルトラキノコは80回復、MAXキノコは全回復。
キノコドロップ
全員のHPが回復する。ただし、HPが「0」になって倒れている仲間は回復しない。キノコドロップが15回復、スーパーキノコドロップが30回復、ウルトラキノコドロップが60回復。
1UPキノコ
HPが「0」になった仲間を1人復活させ、HPを最大HPの半分だけ回復させる。1UPキノコDXは、これの上級版でHPが全回復した状態で復活する。

リフレッシュハーブ
ころび以外の状態異常を回復させる。また使用はできないが類似アイテムにリフレッシュキノコというものも存在する。
ペッパー類
前作と異なり、使用しても重力がかかることはなくなった。
レッドペッパー
POWが一時的に上昇。
グリーンペッパー
DEFが一時的に上昇。
ブルーペッパー
SPEEDが一時的に上昇。

### ブラザーアイテム
バトル中、マリオとルイージがそろっているとき（ベビィのコンビでも可）に使えるアイテム。アクションコマンドを成功させ続けると連続した攻撃ができ、敵のHPを大幅に減らすことが出来る。ショップで買える他ステージ内のお宝ブロックや敵がドロップすることで補充することかできる。
以下はブラザーアイテムの種類である。なお、（※）が表記された物は大人とベビィの4人が揃っていないと使用することができない。また（※）が表記されていないアイテムも、4人揃うことでほとんどが与えるダメージを増やすことができる。ただし、「ブラザーフラワー」と「アイスフラワー」は例外であり、空中属性の敵に攻撃できるようになるというものである。

みどりこうら
（ベビィ）マリオと（ベビィ）ルイージが交互にこうらを蹴って攻撃する。空中の敵には攻撃が当たらない。大人とベビィが揃っていると、こうらの上にベビィが乗り、敵に当たる瞬間にボタンを押すことでこうらをスピンさせて威力を上げることができる。次作『マリオ&ルイージRPG3!!!』および次々作『マリオ&ルイージRPG4 ドリームアドベンチャー』まで3作連続で登場。
あかこうら
交互にこうらを蹴り飛ばして敵にダメージを与える。基本的にみどりこうらと同じだが、攻撃の途中で敵が倒れると自動的に次のターゲットに切り替わる。次々作『マリオ&ルイージRPG4 ドリームアドベンチャー』で再登場し、『マリオ&ルイージRPG ペーパーマリオMIX』で『4』から2作連続で登場した。
ブラザーフラワー
大きなファイアを持っているキャラに対応したボタンを連打することで、いずれかの敵にファイアボールを連射してダメージを与える。敵を「やけど」状態にすることがある。4人揃っている状態でベビィ側のボタンを押すと、空中の敵にも攻撃可能になる。次作『マリオ&ルイージRPG3!!!』以降ではファイアフラワーとして登場し、このアイテムを使うとマリオとルイージがファイアマリオ&ファイアルイージに変身するようになった。
アイスフラワー
大きなアイスを持ったキャラに対応したボタンを連打し、アイスボールを連射していずれかの敵にダメージを与える。ブラザーフラワーと似ているが、こちらは冷気でダメージを与え、ランダムで敵のステータスをダウンさせる追加効果を持つ。4人揃った状態でベビィのボタンを連打すると空中の敵にも攻撃できるようになる。
スマッシュエッグ
黄色い卵を蹴り飛ばして攻撃する。ボタンを押し続けてから離すことで卵をキックする。ベビィのボタンを押して高く突き上げてからキックすると、威力が上がる。敵を「めまわし」状態にすることがある他、最後まで、もしくは全ての敵が倒れるまで蹴りつづけると低確率でアイテムが出現することがある。出現するアイテムは､スーパーキノコ､スーパーキノコドロップ､1UPキノコ､1UPキノコDX､スーパージャンプ台､コピーフラワー､ミックスフラワー､シンプルバッジの8種類である｡
ポケットワンワン
アイテムを使ったキャラがワンワンに追い立てられながら、通過する敵を踏みつけていく。踏みつけに成功すると大ジャンプしてワンワンとの距離が広がり、失敗するとワンワンとの距離が狭まる。グレードが上がるたびにスピードが速くなる。ワンワンに噛まれた時点でアタックは終了になってしまう。4人揃っている状態だと、ワンワンにベビィ2人が乗り、タイミングよくボタンを押すとベビィのスピンハンマーで追加ダメージを与えることができる。しかし、間違ったベビィのボタンを押してしまうとワンワンが怒り、スピードが速くなる。たまにリボンをつけたワンワンが登場する。
チビほうだい（※）
4人が大砲から打ち上げられ、空中から敵を踏みつける。踏みつけるときに対応したキャラのボタンを入力することで敵に大ダメージを与えられる。
スーパージャンプだい（※）
チビほうだいと同じようにジャンプ台で大ジャンプして空中から敵を踏みつけるが、4人が踏みつけた時点で終了するチビほうだいと違い、ボタン入力が失敗するまで何度でもジャンプし、攻撃できる。また、チビほうだいの対象が敵1体なのに対して、こちらは敵全体が対象となっている。低確率で敵を「めまわし」にする追加効果を持つ。
コピーフラワー（※）
4人のコピー（分身）が大量に出現し、次々に敵を踏みつけていく。キャラに対応したボタンを入力することで敵にダメージを与える。グレードが上がるたびスピードが増す。
ミックスフラワー（※）
大きなファイアを持っているキャラに対応したボタンを連打し、上画面の一箇所に向かってファイアボールを投げつけ、巨大なファイアをつくって敵に落とす。なるべく巨大なファイアを落とさないように大きくしていけば、敵に与えるダメージが増える。ブラザーフラワーと同様に、敵を「やけど」状態にすることがある。

#### そうび品
「ウェア」と「バッジ」の2種類があり、「ウェア」は着ることでそのキャラクターのパラメータを上げられる。あるパラメータが上がる代わりに別のパラメータが下がるものもある。「バッジ」は基本的につけてもパラメータは上がらないが、バッジによって様々な効果を得ることができる（一時的にパラメータが上がるものもある）。ショップで買えるモノもあれば敵がドロップしないと手に入らないものもある。

### コバルトスター
「タイムマシン」の原動力となっていた青い星形のアイテム。6つに分裂しており、そのかけらは各ステージのボスがもっていたり、宝ブロックの中にあったりする。冒険を進める上で何かと役に立ったりアドバイスをくれることもある。今回の冒険で重要なアイテムとなっており、「ある秘密」が隠されている。
「ある秘密」とは、コバルトスターにゲドンコ姫の姉が封印されているということ。ピーチ姫が過去の世界で襲ってきたゲドンコ姫（姉）をコバルトスターに封印し、バラバラに砕いて散り散りにしていた。そのため、ゲドンコ姫（姉）は自身の復活のために「星の精」になりすまして、コバルトスターの中からマリオ達に偽のアドバイスをしていた。

### その他のアイテム
マメ
ステージのいたるところで集められる。床に描かれた「×印」にベビィドリルで潜り、飛び上がるとマメが1つ手に入る。他にミニゲームでも入手可能。たくさん集めると、キノコ城地下の「ゲラコビッツサロン」でバッジと交換できる。
コイン
このゲームでのお金。アイテムや装備品の購入に必要。敵を倒したときやブロックをたたいたときに手に入る。
キノックルの絵
ピーチ姫がゲドンコ姫たちにさらわれたときに、キノックルがあわてて描いたらしいラクガキ。ところどころドロのようなもので汚れてしまっているが、こちらにも上記に関連する「秘密」が描かれている。
「秘密」はキノックル本人が途中でノコディと共にゲドンコにキノコにされてしまうため分からずじまいになっていたが、終盤のゲドンコ城のイベントにてピーチ姫が真実を明らかにする。それが、先述のゲドンコ姫（姉）の存在であった。

## 舞台

### 現在のキノコ城
過去のすべてのステージに行くための中心地点。

### 過去のキノコ王国
メリー・クリスタケ村
過去のキノコ王国の最初のステージ。雪に覆われているが、村に続く道には一切雪が無い。
クッパ城
ベビィクッパの城。メリー・クリスタケ村の後で入ることになる。
キノープルの森
キノピオたちのエネルギーを吸い取ってしまう木が鬱蒼と茂っている森。エネルギー工場への通過点。
エネルギー工場
ハンマーブロスがゲドンコ星人に洗脳されている。倒せば元に戻る。ゲドンコ星人のUFOのエネルギーを作っている。
ヨースター島
ヨッシーが住む島。ジャングルのように木が生えている。ゲッシーが生まれてしまい、ヨッシーたちが飲み込まれてしまった。ノコディと初めて出会う。
ゲッシーの中
消化器官が詰まっていて、広げるにはヨッシーたちの力が必要。ショッキング・エッグを倒すと、そこから脱出できるようになる。
ザラザラ砂漠
サボテンがあちこちに生えている砂漠。ノコミティ・ドームがある。向かい合う石像を光で結ぶことでドームの扉が開く。
『大乱闘スマッシュブラザーズX』ではこの曲が編曲されて使用された。
ノコミティ・ドーム
砂漠の地下へと続く通り道。ゲドンコ星人が集結しており、ゲドンコ姫（妹）がキノコ王国における完全勝利宣言をしていた。
砂漠地下
ザラザラ砂漠の地下。ボスを倒すとピーチ姫に変装したゲドンコ姫（妹）とともに現代のキノコ城へ戻る。
ドッスン・ボルケーノ
大きな火山と、若いころのオヤ・マー博士の研究所がある。
ドッスン・ボルケーノ内部
ゴロボーの夫の助けを借りて入れる。中には3人のドッスンがいる。
マザーシップ
ゲドンコ星人の母船。1度しか訪れることができない。
キノコタウン
ゲドンコ星人に襲われた過去のキノコタウン。ショップがある。スターの丘への土管がある。
スターの丘
キノコタウンとスターの神殿を結ぶ、神秘的な丘。
スターの神殿
スターゲートがルイージにオーロラブロックを探すという試練を与える。
ゲドンコ城
ゲドンコ星人によって荒らされた過去のキノコ城。ゲドンコ星人の本拠地となっていた。